# I-35
I-35 (Interstate 35) — межштатная автомагистраль в Соединённых Штатах Америки, длиной 1568,38 мили (2524,06 км). Начало магистрали находится в Ларедо (Техас) у границы с Мексикой. На севере в районе города Дулут (Миннесота) магистраль переходит в дорогу Лондон роуд. На данный момент I-35 осталась единственной магистралью, имеющей разветвления (на I-35E и I-35W в Техасе и Миннесоте).
| Штат  | миль | км   |
| ----- | ---- | ---- |
| TX    | 505  | 813  |
| OK    | 235  | 378  |
| KS    | 234  | 377  |
| MO    | 114  | 183  |
| IA    | 218  | 351  |
| MN    | 259  | 416  |
| Всего | 1565 | 2518 |

## Маршрут магистрали

### Канзас
- Шони

## Основные пересечения
- I-410, Сан-Антонио, дважды
- I-10, Сан-Антонио
- I-37, Сан-Антонио
- Разветвление на  I-35E и  I-35W, Хилсборо (Техас)
  -  I-20, Даллас (I-35E) и Форт-Уэрт (I-35W)
  -  I-30, Даллас (I-35E) и Форт-Уэрт (I-35W)
  -  I-820, Форт-Уэрт (только I-35W)
  -  I-635, Даллас (только I-35E)
- Слияние  I-35E и  I-35W, Дентон (Техас)
- I-240, Оклахома-сити
- I-235, Оклахома-сити
- I-40, Оклахома-сити
- I-44, Оклахома-сити
- I-135 и  I-235, Уичито (Канзас)
- I-335, Импориа (Канзас)
- I-435, Ленекса (Канзас)
- I-635, Канзас-сити (Канзас)
- I-670, Канзас-сити (Миссури)
- I-70, Канзас-сити (Миссури)
- I-29, Канзас-сити (Миссури)
- I-435, Канзас-сити (Миссури)
- I-80, Де-Мойн (Айова)
- I-235, Де-Мойн (Айова), дважды
- I-90, Альберт-Ли (Миннесота)
- Разветвление на  I-35E и  I-35W, Бернсвилл (Миннесота)
  -  I-494, Блумингтон (Миннесота) (I-35W) и Иган (Миннесота)
  -  I-94, Миннеаполис (I-35W) и Сент-Пол (Миннесота) (I-35W)
  -  I-694, Нью-Брайтон (Миннесота) и Литл-Канада/Ваднес-Хайтс(I-35E)
- Слияние  I-35E и  I-35W, Коламбус (Миннесота)
- I-535, Дулут